# Линкълншър
Линкълншър или Линкълншир (на английски: Lincolnshire) е историческо, церемониално и административно графство в Източна Англия, регион Ийст Мидландс. Церемониалното и административното графства са с различни размери. Графството има 9 общини, като две от тях са унитарни (самоуправляващи се) единици: Северен Линкълншър и Североизточен Линкълншър.